# Region Quinara
Quinara ist eine Verwaltungsregion in Guinea-Bissau mit etwa 60.000 Einwohnern. Hauptstadt der Region ist Buba mit etwa 17.000 Einwohnern.
Geprägt vom Rio Grande de Buba und dem Atlantik, ist die Region vor allem für den Hafenort Buba und den Naturpark Parque Natural das Lagoas de Cufada mit seinen vielen Seen, Mangroven und Feuchtgebieten bekannt. Auch die letzten, durch Landwirtschaft bedrohten Gebiete des guinea-bissauischen Urwalds befinden sich in der Region Quinara.
Vorherrschende Ethnie sind die Biafada, daneben kommen in kleinerer Zahl auch Mandinka (Mandinga), Fulbe (Fula), Balanta, Manjago (Manjaca) und  Pepel (Papel) vor.

## Verwaltungsgliederung
Die Region Quinara ist in vier Sektoren untergliedert:
- Buba
- Empada
- Fulacunda
- Tite

## Wirtschaft
Die Wirtschaft der Region ist von Fischfang und Landwirtschaft bestimmt, dazu hat Buba als Hafen- und Handelsstadt eine Bedeutung. Eine gelegentlich ins Gespräch gebrachte Verbindung etwa des Schienenverkehrs in Guinea nach Buba, um von dort aus auch Teile der Exporte Malis und auch des Nigers zu verschiffen, wurde bisher nicht konkretisiert.